# 丁士匡
丁士匡（1939年4月10日—2022年12月23日），男，安徽安庆人，1982年6月加入中国国民党革命委员会，1984年12月加入中国共产党，中华人民共和国政治人物。

## 生平
1961年7月毕业于安徽师范大学中文系，毕业后分配至安徽省省体委干校任训练组（科）组长。1972年8月至1983年11月，任安徽省体工队田径队教练员、高级教练员，国家级田径裁判，安徽师范大学兼职教授。1983年11月至1988年4月，任安徽省体委运动三处（训练处）处长，安徽省田径、游泳中心主任。1988年4月，以民革及中共交叉党员的身份被推选任命为民革安徽省委专职副主委。1988年2月至1998年1月，历任七、八届安徽省政协常委和副秘书长。1988年4月至1992年8月，任民革安徽省委代理主委。1991年6月至1999年12月，任民革安徽省委召集人，主持民革省委工作。1993年9月至1999年2月，任中国国际贸易促进委员会安徽省分会与中国国际商会安徽商会副会长。。1999年3月任安徽省政府参事室副主任、党组成员。2002年9月任安徽省文史研究馆馆长。2009年5月退休，享受正厅级待遇。曾任民革六、七、八、九届中央委员，并担任第八、九、十届、十一届全国人大代表。
2022年12月23日因病在合肥逝世，享年83岁。